# NGC 822
NGC 822 is een elliptisch sterrenstelsel in het sterrenbeeld Phoenix. Het hemelobject werd op 5 september 1834 ontdekt door de Britse astronoom John Herschel.

## Synoniemen
- PGC 8055
- ESO 298-9
- MCG -7-5-8